# Aegina (stolica tytularna)
Aegina (łac. Archidioecesis Æginensis) – stolica historycznej archidiecezji w Cesarstwie Rzymskim (prowincja Hellada), współcześnie w Grecji. Od 1929 katolickie arcybiskupstwo tytularne (wakujące od 1990).

## Biskupi tytularni
| Lp. | Biskup                                   | Funkcja                                                 | Od                   | Do                |
| --- | ---------------------------------------- | ------------------------------------------------------- | -------------------- | ----------------- |
| 1   | Pierre-Emile-Jean-Baptiste-Marie Grouard | emerytowany wikariusz apostolski Grouard (Kanada)       | 28 lutego 1930       | 7 marca 1931      |
| 2   | Frančišek Borgia Sedej                   | emerytowany arcybiskup Gorycja-Gradisca (Włochy)        | 25 października 1931 | 28 listopada 1931 |
| 3   | John Joseph Mitty                        | arcybiskup koadiutor San Francisco (USA)                | 29 stycznia 1932     | 2 marca 1935      |
| 4   | Saverio Ritter                           | nuncjusz apostolski, następnie urzędnik Kurii Rzymskiej | 5 sierpnia 1935      | 21 kwietnia 1951  |
| 5   | Raffaele Forni                           | nuncjusz apostolski, urzędnik Kurii Rzymskiej           | 31 lipca 1953        | 29 września 1990  |